# Allison Wassmer
Allison Fernanda Wassmer Salgado (sinh ngày 20 tháng 4 năm 1995) là một người mẫu thời trang người Nicaragua. Cô đã đăng quang cuộc thi Hoa hậu Hoàn vũ Nicaragua 2021 và sẽ đại diện cho Nicaragua tại Hoa hậu Hoàn vũ 2021.

## Các cuộc thi sắc đẹp

### Hoa hậu Nicaragua 2021
Wassmer bắt đầu sự nghiệp của mình trong hào nhoáng đại diện cho các thành phố và đô thị của Managua trong Hoa hậu Nicaragua 2021 tại Holiday Inn Managua - Convention Center, nơi cô giành được danh hiệu Hoa hậu Hoàn vũ Nicaragua 2021.

### Hoa hậu Hoàn vũ 2021
Với tư cách là Hoa hậu Hoàn vứ Nicaragua 2021, Wassmer đại diện cho Nicaragua trong cuộc thi Hoa hậu Hoàn vũ 2021 diễn ra tại Eilat, Israel.